# Karl Drathschmidt
Karel svobodný pán Drathschmidt z Bruckheimu (německy Karl Freiherr Drathschmidt von Bruckheim) (2. května 1837 Olomouc – 20. ledna 1922 Vídeň) byl rakousko-uherský generál. Od mládí sloužil v armádě, u různých posádek strávil několik let v Čechách a na Moravě. V letech 1897–1904 zastával funkci ředitele prestižní školy Tereziánské vojenské akademie ve Vídeňském Novém Městě. V závěru kariéry byl dosáhl hodnosti polního zbrojmistra (1904) a získal šlechtický titul barona (1907). Po zániku rakousko-uherské monarchie mu byla přiznána hodnost generála III. třídy v československé armádě (1920).

## Životopis
Narodil se jako starší syn důstojníka Ignaze Drathschmidta, účastníka napoleonských válek povýšeného v roce 1840 do šlechtického stavu. Karel vstoupil do armády již během revolučního roku 1848, poté studoval na Tereziánské vojenské akademii ve Vídeňském Novém Městě a v roce 1855 byl jmenován poručíkem. Zúčastnil se války se Sardinií a v roce 1860 se stal nadporučíkem, poté sloužil u pěšího pluku č. 67 v Praze a u zemského velitelství ve Lvově. Vystřídal službu u dalších posádek a postupoval v hodnostech (kapitán 1875, major 1878, podplukovník 1882). V roce 1885 dosáhl hodnosti plukovníka a následně byl šéfem štábu 2. armádního sboru ve Vídni.
V roce 1891 byl povýšen na generálmajora a stal se velitelem 7. pěší brigády ve Znojmě. Následně postoupil do hodnosti polního podmaršála (1895) a byl velitelem 19. pěší divize v Plzni. V dubnu 1897 byl jmenován ředitelem Tereziánské vojenské akademie a v této funkci setrval do roku 1905. V roce 1904 získal hodnost polního zbrojmistra a k datu 1. října 1905 byl penzionován. Mimo aktivní službu později ještě obdržel titulární hodnost generála pěchoty (1908). Od té doby žil v soukromí ve Vídni, po vzniku Československa mu byla přiznána hodnost generála III. třídy československé armády ve výslužbě s nárokem na penzi (k datu 20. května 1920).

## Tituly a ocenění
Při odchodu do penze byl v roce 1904 jmenován c.k. tajným radou s nárokem na oslovení Excelence. V roce 1907 byl povýšen do stavu svobodných pánů (baron - Freiherr). Během vojenské služby obdržel řadu ocenění. V Rakousku-Uhersku byl nositelem Řádu železné koruny III. třídy a rytířem Leopoldova řádu, při odchodu do penze obdržel velkokříž Řádu Františka Josefa, dále byl držitelem Vojenského záslužného kříže a Vojenské záslužné medaile. Několik ocenění získal také od cizích panovníků, byl nositelem pruského Řádu červené orlice a Řádu koruny, velkokříže toskánského Řádu sv. Josefa, komandérem Řádu rumunské hvězdy a bádenského Řádu zähringenského lva, nositelem dánského Danebrožského řádu, srbského Řádu Takova, perského Řádu slunce a lva II. třídy a černohorského Řádu knížete Danila III. třídy. Mimo jiné obdržel čestné občanství ve Znojmě, kde několik let působil jako velitel vojenské posádky. Od roku 1905 byl čestným majitelem pěšího pluku č. 101.
V roce 1869 se ve Vídni oženil s Julianou Müllerovou von Elblein (1851–1931), dcerou c. k. majora Friedricha Müllera. Z manželství se narodily dvě děti,, dcera Marie Friderika (1870–1929) byla manželkou c. k. generálmajora Heinricha Hausteina, syn Walter (1878) sloužil v armádě.